# Татакоа
Татакоа (ісп. Desierto de la Tatacoa) — кам'яниста пустеля у департаменті Уїла у Колумбії. Займає територію площею 330 км².
Назва похолить від іспанського слова tatacuá — гримуча змія.
Пустеля має поклади корисних копалин, також значний туристичний потенціал.
У пустелі Татакоа є різні види ендемічних павуків, змій, скорпіонів, ящірок, орлів та інших.

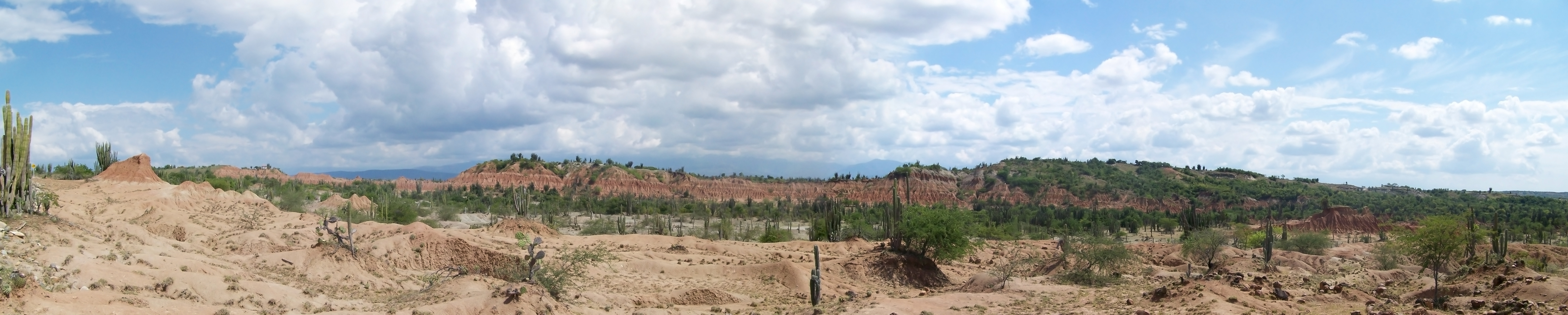
Панорама Татакоа

| Колумбія | Це незавершена стаття з географії Колумбії. Ви можете допомогти проєкту, виправивши або дописавши її. |